# Pooja Bhatt
Pooja Bhatt (Bombay 24 februari 1972) is een Indiaas actrice, filmproducent en filmregisseur die voornamelijk in de Hindi filmindustrie werkt.

## Biografie
Bhatt maakte haar debuut in de door haar vader (Mahesh Bhatt) geregisseerde TV film Daddy. Haar Bollywood debuut maakte ze met Dil Hai Ke Manta Nahin, dat wederom door haar vader geregisseerd was en wat haar grootste hit werd. 
Na 2001 besloot ze meer achter de schermen te gaan werken. Ze maakte haar debuut als filmregisseur met de film Paap. 
Bhatt is de half zus van actrice Alia Bhatt en de nicht van acteur Emraan Hashmi en regisseur Mohit Suri.

## Filmografie

### Films
| Jaar | Film                        | Rol                       | Opmerking    |
| ---- | --------------------------- | ------------------------- | ------------ |
| 1989 | Daddy                       | Pooja                     |              |
| 1991 | Dil Hai Ki Manta Nahin      | Pooja Dharamchand         |              |
| 1991 | Sadak                       | Pooja                     |              |
| 1992 | Prem Deewane                | Radha                     |              |
| 1992 | Jaanam                      | Anjali                    |              |
| 1992 | Saatwan Aasman              | Pooja Malhotra            |              |
| 1992 | Junoon                      | Dr. Nita V. Chauhan       |              |
| 1993 | Phir Teri Kahani Yaad Aayee | Pooja                     |              |
| 1993 | Sir                         | Pooja                     |              |
| 1993 | Chor Aur Chaand             | Reema D. Seth             |              |
| 1993 | Pehla Nasha                 | Monica                    |              |
| 1993 | Tadipaar                    | Mohinidevi/ Namkeen       |              |
| 1994 | Kranti Kshetra              | Pooja                     |              |
| 1994 | Naaraaz                     | Sonia                     |              |
| 1995 | Gunehgar                    | Pooja Thakur              |              |
| 1995 | Hum Dono                    | Priyanka Surendra Gupta   |              |
| 1995 | Angrakshak                  | Priyanka Choudhary/ Priya |              |
| 1996 | Kalloori Vaasal             | Pooja                     | Tamil film   |
| 1996 | Chaahat                     | Pooja                     |              |
| 1997 | Tamanna                     | Tamanna Ali Sayed         |              |
| 1997 | Border                      | Kammo                     |              |
| 1998 | Yeh Aashiqui Meri           | Anju                      |              |
| 1998 | Kabhi Na Kabhi              | Tina                      |              |
| 1998 | Angaaray                    | Pooja                     |              |
| 1998 | Zakhm                       | Mevr. Desai               |              |
| 2002 | Mango Souffle               | persoon op feest          | gastoptreden |
| 2001 | Everybody Says I'm Fine!    | Tanya                     |              |
| 2009 | Sanam Teri Kasam            | Seema Khanna              |              |
| 2020 | Sadak 2                     | Pooja Varma               |              |
| 2022 | Chup: Revenge of the Artist | Dr. Zenobia Shroff        |              |

### Webseries
| Jaar | Serie               | Rol         | Platform    |
| ---- | ------------------- | ----------- | ----------- |
| 2021 | Bombay Begums       | Rani Irani  | Netflix     |
| 2024 | Big Girls Don't Cry | Anita Verma | Prime Video |

### Alsfilmcrew
| Jaar | Film                    | Rol                                       |
| ---- | ----------------------- | ----------------------------------------- |
| 1997 | Tamanna                 | producent                                 |
| 1998 | Dushman                 | producent                                 |
| 1998 | Zakhm                   | producent                                 |
| 2002 | Sur: The Melody of Life | producent                                 |
| 2003 | Jism                    | producent, production designer            |
| 2003 | Paap                    | producent, regisseur, production designer |
| 2005 | Rog                     | producent                                 |
| 2006 | Holiday                 | producent, regisseur                      |
| 2007 | Dhokha                  | regisseur                                 |
| 2010 | Kajraare                | regisseur                                 |
| 2012 | Jism 2                  | producent, regisseur                      |
| 2019 | Cabaret                 | producent                                 |